# Saint-Barthélemy (Haute-Saône)
Saint-Barthélemy település Franciaországban, Haute-Saône megyében. Lakosainak száma 1091 fő (2022. január 1.). Saint-Barthélemy Belonchamp, Fresse, Malbouhans, Mélisey, Montessaux, La Neuvelle-lès-Lure és Ronchamp községekkel határos.

## Népesség
A település népessége az elmúlt években az alábbi módon változott:
| Lakosok száma | 1164 | 1130 | 1142 | 1115 | 1107 | 1101 | 1100 | 1095 | 1091 |
|               | 2013 | 2015 | 2016 | 2017 | 2018 | 2019 | 2020 | 2021 | 2022 |